# Tour dei British and Irish Lions 2013
Il tour dei British and Irish Lions 2013 fu il 30º tour ufficiale della formazione interbritannica di rugby a 15 dei British and Irish Lions; si tenne per la 13ª volta in Australia, dal 1º giugno al 6 luglio 2013, e consisté in una serie di 10 incontri, di cui tre test match contro gli Wallabies, programmati per gli ultimi tre sabati della spedizione.
Gli altri sei incontri in tale Paese si tennero contro le cinque franchise australiane in Super Rugby (Brumbies, Melbourne Rebels, Reds, Waratahs e Western Force) più una formazione mista di giocatori provenienti dal Queensland e dal Nuovo Galles del Sud.
Il primo incontro della spedizione si tenne altresì a Hong Kong contro la selezione britannica a inviti dei Barbarians.
Allenatore capo della squadra dei British Lions fu il neozelandese Warren Gatland, capitano il gallese Sam Warburton.
La serie dei tre test match fu vinta dai British Lions per 2 a 1: a due incontri iniziali combattuti (rispettivamente 23-21 per i Lions e 16-15 per l'Australia) fece riscontro un terzo incontro dominato e largamente vinto dalla formazione interbritannica per 41-16; si trattò della prima vittoria in una serie dal tour del 1997 in Sudafrica e della prima vittoria in Australia dal tour del 1989.
Gli incontri infrasettimanali senza valore di test match si risolsero in sei vittorie e una sconfitta (contro i Brumbies a Canberra).

## La preparazione
Il tour fu pianificato dal 2010, con la nomina di Andy Irvine, presidente della Federazione rugbistica scozzese, a manager dei Lions.
Lo schema previsto fu quello di tre test match contro gli Wallabies (la nazionale australiana) più altri sette incontri, uno dei quali di apertura a Hong Kong contro i Barbarians.

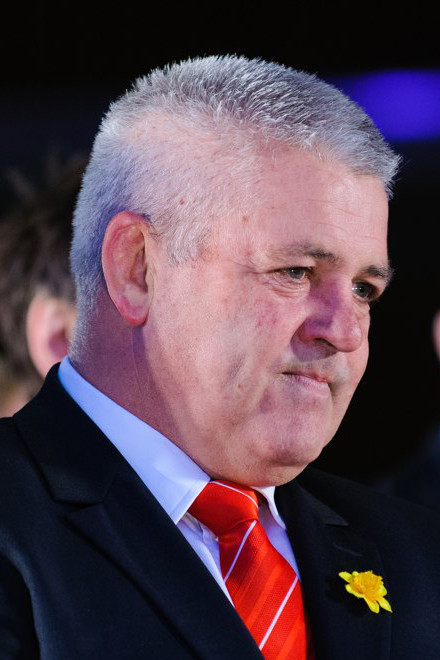
Warren Gatland, allenatore del tour

Il 4 settembre 2012 Irvine annunciò il neozelandese Warren Gatland, C.T. del Galles, alla guida dei British Lions; lo staff tecnico di Gatland, annunciato in seguito, fu composto dagli assistenti inglesi Graham Rowntree (allenatore degli avanti) e Andy Farrell (tre quarti) nonché i gallesi Rob Howley (tre quarti) e Neil Jenkins (allenatore ai calci).

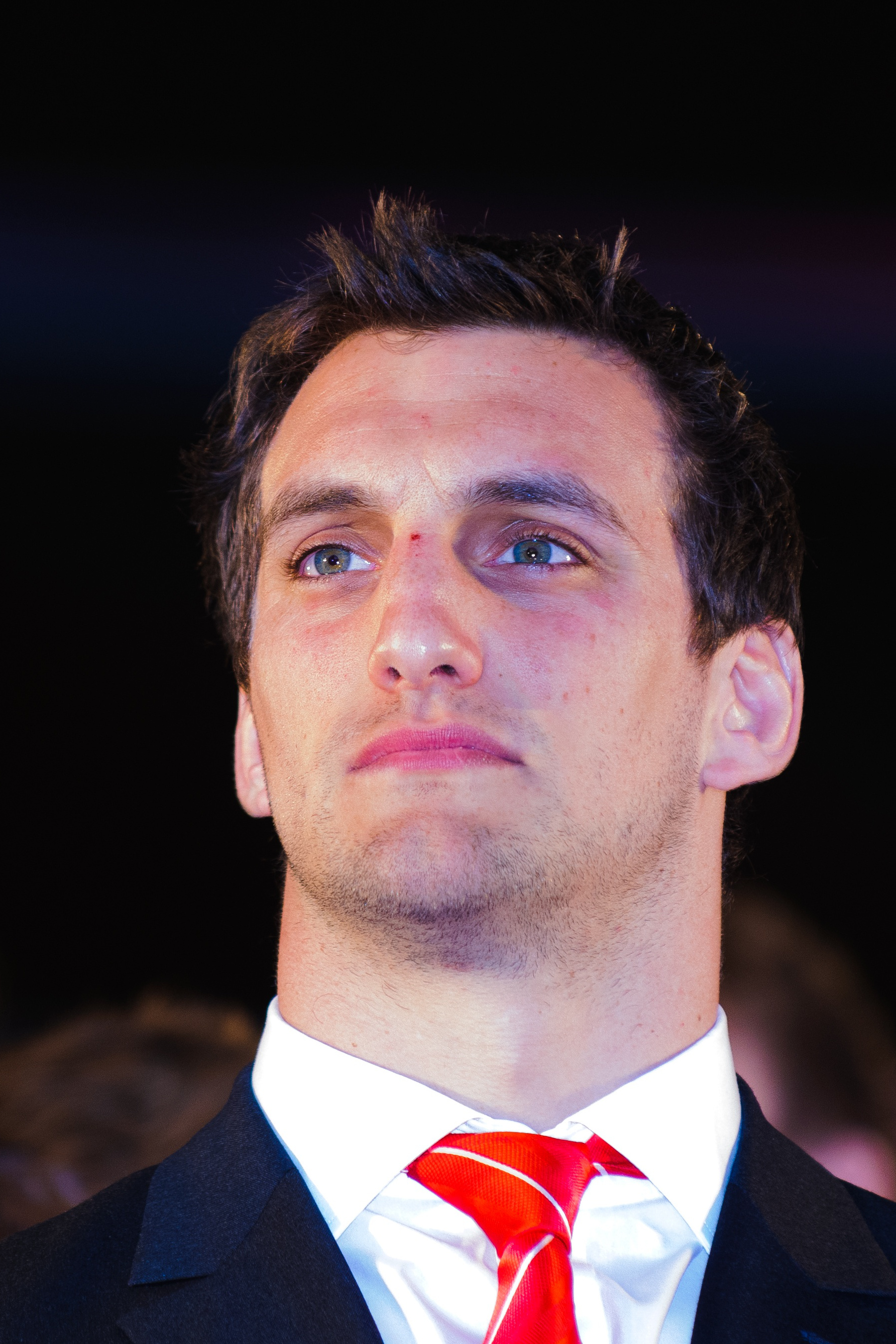
Il gallese Sam Warburton, capitano del tour

La squadra, inizialmente composta di 37 elementi e resa nota a fine aprile 2013, schierava 21 avanti e 16 tre quarti, con predominanza di elementi provenienti dal Galles vincitore del Sei Nazioni 2013 (15 giocatori); a seguire l'Inghilterra con 10 giocatori tra cui il giovane Owen Farrell, uno dei due mediani d'apertura scelti da Gatland; 9 giocatori, compreso l'altro mediano d'apertura Jonathan Sexton, provenivano dalla federazione dell'Irlanda, mentre 3 erano gli scozzesi.
L'inglese Jonny Wilkinson, ritiratosi dalla Nazionale dopo la Coppa del Mondo di rugby 2011, ma all'epoca ancora recordman di punti dei Lions, inizialmente si dichiarò indisponibile a un'eventuale chiamata per concentrarsi sulla Heineken Cup che vedeva la sua squadra, il Tolone, in lizza per il titolo europeo; tuttavia, dopo la vittoria di tale trofeo e il riconoscimento di miglior giocatore europeo per la stagione 2012-13, Wilkinson annunciò la propria disponibilità a Gatland in caso di necessità di rimpiazzi a seguito di infortuni, circostanza confermata dallo stesso Gatland, intenzionato a considerare un'eventuale convocazione di Wilkinson solo in caso di necessità.
Le reazioni australiane alle convocazioni di Gatland rasentarono il sarcasmo; nel puntualizzare che l'origine di otto giocatori della spedizione era esterna alle Isole Britanniche, il commentatore sportivo Jamie Pandaram scrisse che sul campo si sarebbero visti «uno scarto neozelandese» (Sean Maitland, internazionale per la Scozia) «e un sudafricano già coinvolto in un caso di cocaina» (Matt Stevens, inglese, sospeso per due anni tra il 2009 e il 2011 per uso di stupefacenti), anche se il britannico Daily Telegraph ribatté alla polemica australiana rimarcando che gli Wallabies annoveravano un C.T. neozelandese (Robbie Deans) e un giocatore-chiave come Quade Cooper, peraltro cugino del citato Maitland, proveniente da Auckland.
Altri commenti, più tecnici, riguardavano il dubbio circa determinati elementi sulla capacità di ricoprire alcune posizioni-chiave, come quello espresso dall'ex Wallaby David Campese sul ruolo di mediano d'apertura affidato a Owen Farrell o quello di un altro ex internazionale australiano, Tim Horan, riguardo alla fascia di capitano conferita al ventiquattrenne gallese Sam Warburton.

## Il tour

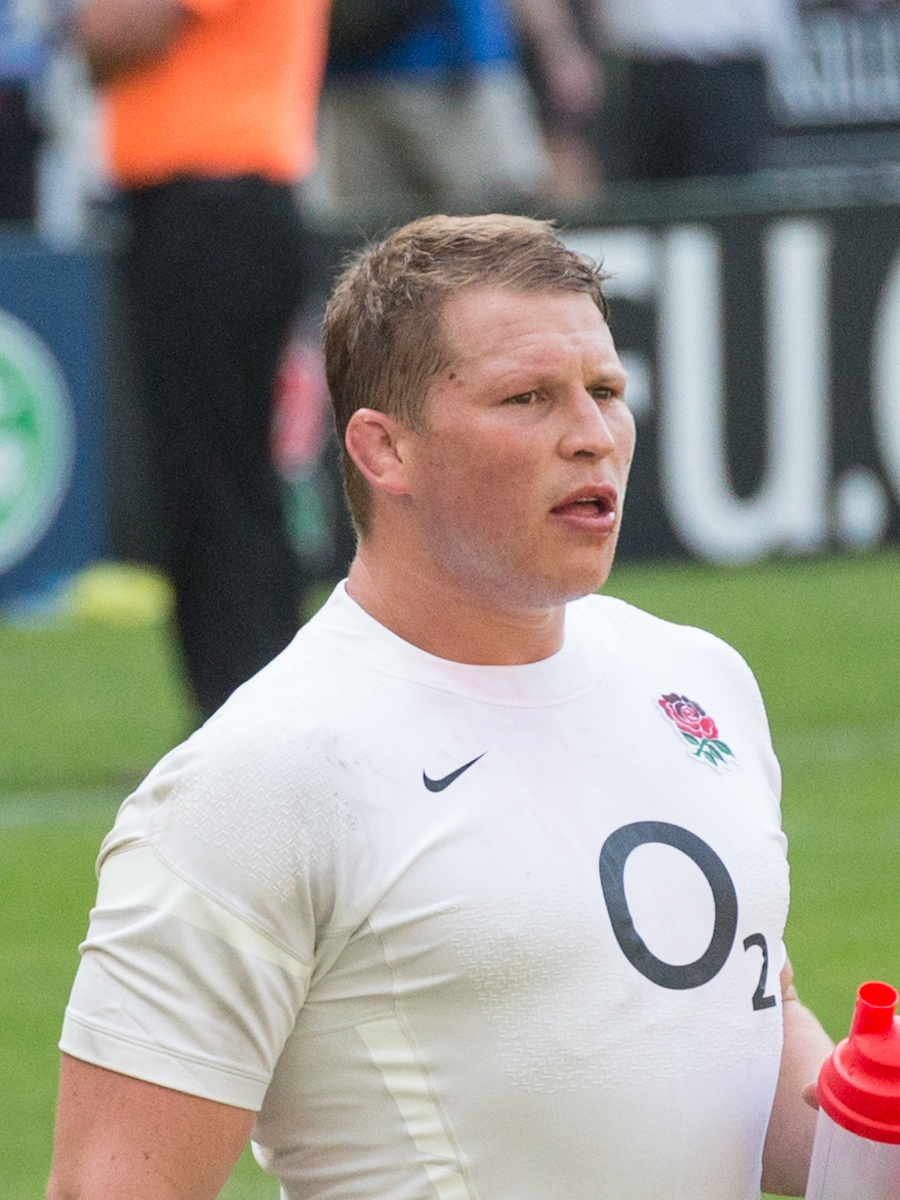
L'inglese Dylan Hartley, squalificato prima dell'avvio del tour

Prima ancora di partire per Hong Kong Warren Gatland dovette porre rimedio alla prima defezione del tour, che avvenne per motivi disciplinari: l'inglese Dylan Hartley, tallonatore del Northampton, ricevette una squalifica di undici settimane dalla RFU per avere insultato l'arbitro Wayne Barnes durante la finale di Premiership 2012-13 a Londra contro il Leicester; la sospensione copriva qualsiasi attività, compresa quella internazionale, e quindi per Hartley, che non presentò appello, fu impossibile partecipare al tour.
Al suo posto fu convocato l'irlandese Rory Best, proveniente dall'Ulster.
Il prologo del lungo tour, a Hong Kong, fu incoraggiante per i britannici: il 1º giugno, infatti, questi sconfissero i Barbarians per 59-8 con otto mete contro una, anche se l'aspetto che il C.T. Gatland trovò più soddisfacente fu la tenuta fisica dei suoi giocatori per tutta la durata della gara nonostante la temperatura fosse di 30 ºC e l'umidità dell'aria toccasse punte del 94%, condizione decisamente più sfavorevole dell'inverno australe in cui la squadra si apprestava a disputare gli altri incontri del tour.
I Lions sbarcarono a Perth, in Australia Occidentale, il 3 giugno, due giorni prima del loro incontro con la prima delle franchise in ordine di calendario, il Western Force.
L'incontro che si tenne al Patersons Stadium di fronte a più di 35 000 spettatori vide i Lions imporsi nettamente per 69 a 17, con nove mete, tutte trasformate, e due piazzati; tuttavia la squadra perse l'irlandese Cian Healy, infortunatosi a una caviglia e, il giorno dopo, il gallese Gethin Jenkins, vittima di uno stiramento al polpaccio di una gamba, sostituiti rispettivamente dall'inglese Alex Corbisiero e lo scozzese Ryan Grant, che così aumentò a quattro elementi la consistenza della rappresentanza del suo Paese nella spedizione.
L'8 giugno, a Brisbane, i britannici ebbero ragione dei Reds, la franchise del Queensland, ma solo a prezzo di una battaglia molto fisica, in cui persero l'irlandese Tommy Bowe per una frattura alla mano e grazie alla precisione al piede dell'inglese Owen Farrell (una trasformazione e cinque piazzati), autore di 17 punti e decisivo nel punteggio finale di 22-12.
In seguito alla previsione di almeno due settimane di indisponibilità di Bowe, Warren Gatland annesse al tour un altro irlandese, Simon Zebo, in forza al Munster.
Il terzo incontro in terra australiana si tenne l'11 giugno a Newcastle tra una selezione mista di giocatori provenienti dai club del Queensland e del Nuovo Galles del Sud, in massima parte dilettanti; i giovani australiani furono sconfitti per 64 punti a 0, con i Lions autori di 10 mete, 7 delle quali trasformate. Una contrattura alla coscia al tre quarti irlandese Jonathan Sexton mise in allarme Gatland, che il giorno dopo il match di Newcastle convocò il giovane inglese del Gloucester Billy Twelvetrees, in quel momento impegnato con la sua Nazionale nel tour in Argentina.
Al Football Stadium di Sydney, il 15 giugno, andò di scena l'incontro tra la franchise di casa, gli Waratahs, e i Lions.
Davanti a circa 41 000 spettatori i britannici ottennero una convincente vittoria con trenta punti di margine, 47-17; tuttavia Gatland dovette fronteggiare l'ennesimo infortunio, quello di Jamie Roberts, che lo costrinse a prelevare un altro inglese dal tour in Argentina, Christian Wade, e a richiamare dalle vacanze negli Stati Uniti Brad Barritt, anch'egli proveniente dall'Inghilterra, in forza ai Saracens.
A Canberra, il 18 giugno, giunse la prima battuta d'arresto nel tour, singolarmente all'indomani di una conferenza stampa in cui Gatland aveva scaramanticamente espresso l'idea di accettare volentieri una sconfitta contro i Brumbies in cambio di una vittoria nel primo test match contro l'Australia; in realtà i Lions, in una serata fredda e con tracce di neve a bordo campo, avevano mostrato segni di affaticamento nonostante l'innesto a sorpresa dell'ultimo convocato in ordine di tempo, il trentaseienne gallese Shane Williams, ormai ritirato dal rugby internazionale dal 2011 e a fine carriera nei giapponesi Mitsubishi Dynaboars, e inserito da Gatland in squadra come sostituto una tantum per tale partita.
Per la prima volta dall'inizio del tour i Lions non realizzarono mete; l'ultimo incontro in cui non ne avevano marcata neppure una era stato l'ultimo test del tour del 2005.

### La serie deitest match
Il primo test match contro l'Australia si tenne il 22 giugno al Suncorp di Brisbane, diretto dall'arbitro neozelandese Chris Pollock. L'incontro si svolse per tutta la sua durata su un piano di quasi perfetto equilibrio, tanto che alla fine del primo tempo lo score vedeva i Lions prevalere di un solo punto, 13-12; alla fine dell'incontro, con i britannici in vantaggio per 23-21 (figlio di due mete e tre calci piazzati per parte, più due trasformazioni a una per la squadra ospite), l'australiano Kurtley Beale calciò a lato il piazzato che avrebbe potuto dare la vittoria agli Wallabies, e i Lions si aggiudicarono il primo test match della serie.

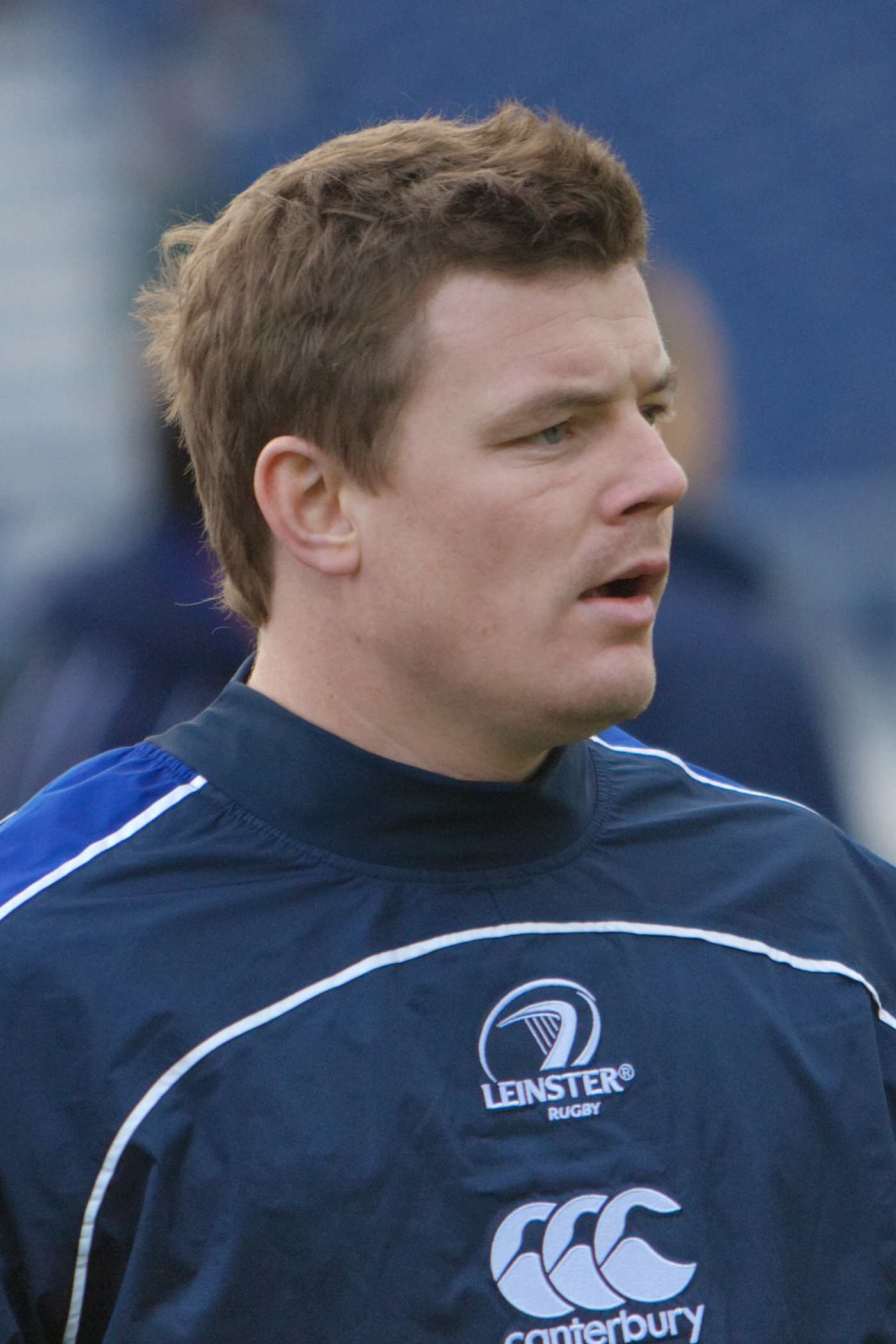
L'irlandese Brian O'Driscoll, escluso alla vigilia del terzo test match

Il 25 giugno i Lions disputarono a Melbourne, città dove quattro giorni più tardi era previsto il secondo test match, il loro ultimo incontro infrasettimanale, all'AAMI Park contro i Rebels, la franchise australiana più giovane del Super Rugby (disputa il torneo dal 2011).
I Lions vinsero la partita 35-0, con cinque mete a zero, tutte trasformate, nella seconda frazione di gioco si distinsero per impegno quegli elementi di seconda fascia in vista di un loro possibile impiego nel test match del sabato successivo.
Altrettanto in bilico fino alla fine fu il secondo test match, che poteva dare ai Lions la vittoria nella serie con una gara di anticipo: fino a sei minuti dalla fine nessuno dei due contendenti era andato a meta, e i britannici conducevano 15-9 grazie a cinque calci piazzati del gallese Halfpenny contro i tre del Wallaby Christian Lealiʻifano; una meta al 74' di Adam Ashley-Cooper, poi trasformata dallo stesso Lealiifano, diede all'Australia i sette punti necessari per ribaltare il risultato e portare la serie sull'1-1, rimandandone l'esito all'ultima gara in programma a Sydney la settimana successiva.
Per il terzo e decisivo incontro della serie Gatland decise alcune esclusioni di peso, la più importante e controversa delle quali riguardò quella dell'irlandese Brian O'Driscoll, che, stante l'indisponibilità di Sam Warburton, avrebbe dovuto partire da capitano nell'ultimo incontro del tour ; O'Driscoll non fu neppure incluso nelle riserve, e Gatland ammise dovette trattarsi della decisione tecnica più difficile della sua carriera da allenatore; l'ex giocatore irlandese Keith Wood parlò di «errore clamoroso» rimarcando come la presenza e l'esperienza di O'Driscoll in campo, al suo quarto e ultimo tour, fosse importante per il suo ruolo di punto di riferimento dei più giovani in squadra; stessa opinione espressero anche altri colleghi australiani.
David Campese azzardò che tale decisione di Gatland avesse di fatto consegnato la vittoria della serie nelle mani dell'Australia, mentre un altro ex Lions, anch'egli irlandese, Willie John McBride, ipotizzò che Gatland fosse caduto in un tranello messo a punto dalla stampa australiana, e che il C.T. degli Wallabies Robbie Deans non attendesse altro che una notizia del genere.
Al posto di O'Driscoll fu schierato il gallese Jamie Roberts; gallese anche il capitano, il seconda linea Alun Wyn Jones.

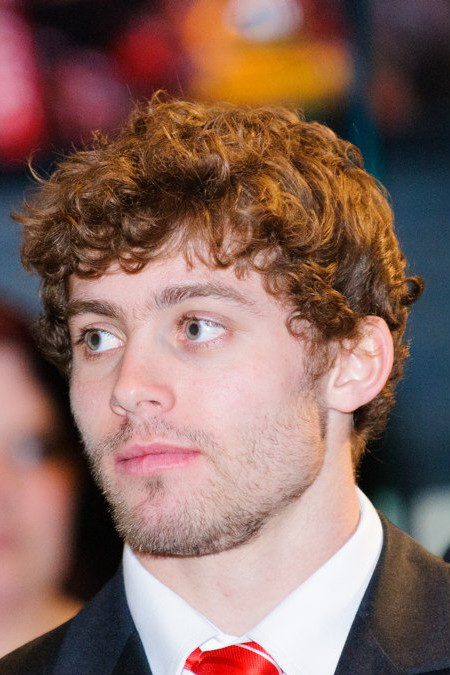
Il gallese Leigh Halfpenny, primatista assoluto di punti marcati nel tour

La sera del 6 luglio, allo Stadium Australia di Sydney, si tenne quindi l'ultimo incontro della serie; dei 23 prescelti, 11 erano gallesi (10 titolari), 4 irlandesi (3 dei quali schierati dall'inizio), 7 inglesi (5 dei quali in panchina) e un solo scozzese, partito da rincalzo; a dirigere l'incontro il francese Romain Poite.
L'avvio dei Lions fu drammatico per l'Australia: sul primo calcio dell'incontro un'indecisione del Wallaby Will Genia nel raccogliere la palla provocò una mischia chiusa, dalla quale nacque un calcio di punizione subito battuto; sullo sviluppo dell'azione l'inglese Corbisiero andò a meta dopo soli 75 secondi dal fischio d'inizio di Poite e Halfpenny trasformò per il provvisorio 7-0 degli ospiti.
Da quel momento l'Australia si dimostrò molto indisciplinata in mischia chiusa, tanto che Poite al 24' espulse per 10 minuti il pilone Ben Alexander, ricorso a diverse irregolarità per contrastare il suo opposto di ruolo Corbisiero; dominanti in mischia, i Lions concessero solo una meta alla fine del primo tempo a James O'Connor, e all'intervallo chiusero sul 19-10 a loro favore.
Al rientro in campo due calci di Lealiifano riportarono gli Wallabies sotto di tre, ma Halfpenny ristabilì parzialmente le distanze calciando tra i pali la palla del provvisorio 22-16 per i Lions.
Il break dell'incontro si ebbe al 57', quando l'irlandese Sexton, approfittando di una percussione sul fronte sinistro dell'attacco della sua squadra, ricevette un pallone servitogli da Halfpenny e andò a meta portando i Lions a 27, punteggio che lo stesso Halfpenny arrotondò a 29; praticamente uguale fu la meta di George North otto minuti più tardi, incuneatosi nel lato debole della difesa australiana, quello alla propria destra e giunto alla realizzazione dopo una corsa con la palla in mano dal limite dell'area dei 22 metri australiani, senza che la squadra di casa avesse fino a quel momento messo in opera qualche tentativo credibile di reazione, tanto da far considerare l'incontro oramai chiuso; la stessa stampa australiana paventò il rischio che il punteggio si trasformasse in un «massacro», cosa che avvenne quando Jamie Roberts a tredici minuti dalla fine mise a terra la meta del 39-16, che Halfpenny trasformò per il definitivo 41-16 che diede ai Lions la partita (la vittoria con il secondo miglior scarto di sempre dopo il 31-0 di Brisbane nel 1966, sempre contro l'Australia) e la conquista della serie, la prima in Australia dal 1989 e la seconda in assoluto dell'era professionistica dopo quella del 1997 in Sudafrica, anche se all'epoca ottenuta con molti elementi ancora aventi lo status di dilettante.

## Reazioni
In controtendenza rispetto al resto della stampa australiana, la columnist Georgina Robinson del Sydney Morning Herald scrisse che la decisione di Gatland di escludere Brian O'Driscoll dalla formazione per il test match decisivo era stata una scommessa vinta dal tecnico neozelandese, capace di dare spettacolarità e velocità al gioco dei Lions, rimarcando come, al contrario, Deans non avesse avuto la stessa capacità di rischiare.
Peraltro lo stesso Guardian, tre giorni prima della partita, pur dando conto delle citate critiche a Gatland per l'esclusione di O'Driscoll, aveva scritto che questa, pur sorprendente, era spiegabile con il rendimento non ottimale dell'irlandese nei primi due test match, con una media errori più alta del suo standard e troppi falli concessi agli australiani nell'incontro di Melbourne.
Le ipotizzate dimissioni di Robbie Deans si concretizzarono quasi subito; all'indomani dell'incontro il tecnico rimise il suo incarico con effetto immediato e al suo posto fu nominato l'australiano Ewen McKenzie, già allenatore in seconda della Nazionale dieci anni prima e autore della prima conquista del titolo del Super Rugby nel 2011 da parte della franchise del Queensland dei Reds.
Da parte britannica si sottolineò, invece, come la mancanza di sentimentalismo di Warren Gatland fosse stata la chiave del successo dei Lions: il Daily Mail, se da un lato ribadì che, pur essendo tecnicamente quella del 2013 la seconda vittoria dei Lions in una serie nell'era professionistica, quella del 1997 doveva tuttavia essere considerata ancora ampiamente ascrivibile al periodo amatoriale, dall'altro evidenziò come, proprio in ragione delle nuove esigenze del professionismo, fosse necessario gestire secondo nuovi criteri anche una selezione come quella dei Lions, che si riunisce ogni quattro anni.
Secondo il columnist Martin Samuel, se i Lions non avessero interrotto la serie di tour persi, avrebbero rischiato di vedere messa in discussione la loro stessa esistenza in quanto visti come un team che ragionava con spirito dilettantistico in un'era di professionismo spinto; il cambio di visione, secondo Samuel, fu proprio l'abbandono di ogni sentimentalismo nel mettere da parte un giocatore ritenuto intoccabile come O'Driscoll, spiegabile solo nell'ottica che vuole che una squadra debba scendere in campo per vincere e non solo per dare spettacolo («Gatland non poteva permettersi il lusso di pensare a qualsiasi altra cosa che non fosse la vittoria … se avesse perso sarebbe stato massacrato, ma se avesse perso con O'Driscoll in campo non sarebbe stato criticato meno ferocemente … Allora ha preferito rischiare le critiche per avere scelto di testa sua piuttosto che per seguire la scelta più popolare»).

## La squadra

### Giocatori
| Avanti            | Avanti             | Avanti           |
| Giocatore         | Ruolo              | Squadra          |
| ----------------- | ------------------ | ---------------- |
| Rory Best         | Tallonatore        | Ulster           |
| Dan Cole          | Pilone             | Leicester        |
| Alex Corbisiero   | Pilone             | London Irish     |
| Tom Court         | Pilone             | Ulster           |
| Tom Croft         | Terza linea ala    | Leicester        |
| Ian Evans         | Seconda linea      | Ospreys          |
| Toby Faletau      | Terza linea centro | Newport G.D.     |
| Ryan Grant        | Pilone             | Glasgow Warriors |
| Richie Gray       | Seconda linea      | Sale Sharks      |
| Cian Healy        | Pilone             | Leinster         |
| Jamie Heaslip     | Terza linea centro | Leinster         |
| Richard Hibbard   | Tallonatore        | Ospreys          |
| Gethin Jenkins    | Pilone             | Tolone           |
| Dan Lydiate       | Terza linea ala    | Newport G.D.     |
| Adam Jones        | Pilone             | Ospreys          |
| Alun Wyn Jones    | Seconda linea      | Ospreys          |
| Seán O'Brien      | Terza linea ala    | Leinster         |
| Paul O'Connell    | Seconda linea      | Munster          |
| Geoff Parling     | Seconda linea      | Leicester        |
| Matt Stevens      | Pilone             | Saracens         |
| Justin Tipuric    | Terza linea ala    | Ospreys          |
| Mako Vunipola     | Pilone             | Saracens         |
| Sam Warburton (c) | Terza linea ala    | Cardiff Rugby    |
| Tom Youngs        | Tallonatore        | Leicester        |

| Tre quarti        | Tre quarti         | Tre quarti       |
| Giocatore         | Ruolo              | Squadra          |
| ----------------- | ------------------ | ---------------- |
| Brad Barritt      | Tre quarti centro  | Saracens         |
| Tommy Bowe        | Tre quarti ala     | Ulster           |
| Alex Cuthbert     | Tre quarti ala     | Cardiff Rugby    |
| Jonathan Davies   | Tre quarti centro  | Scarlets         |
| Owen Farrell      | Mediano d'apertura | Saracens         |
| Leigh Halfpenny   | Estremo            | Cardiff Rugby    |
| Stuart Hogg       | Estremo            | Glasgow Warriors |
| Rob Kearney       | Estremo            | Leinster         |
| Sean Maitland     | Tre quarti ala     | Glasgow Warriors |
| Conor Murray      | Mediano di mischia | Munster          |
| George North      | Tre quarti ala     | Scarlets         |
| Brian O'Driscoll  | Tre quarti centro  | Leinster         |
| Mike Phillips     | Mediano di mischia | Bayonne          |
| Jamie Roberts     | Tre quarti centro  | Cardiff Rugby    |
| Jonathan Sexton   | Mediano d'apertura | Leinster         |
| Manu Tuilagi      | Tre quarti centro  | Leicester        |
| Billy Twelvetrees | Tre quarti centro  | Gloucester       |
| Christian Wade    | Tre quarti ala     | Wasps            |
| Shane Williams    | Tre quarti ala     | Dynaboars        |
| Ben Youngs        | Mediano di mischia | Leicester        |
| Simon Zebo        | Tre quarti ala     | Munster          |

### Staff tecnico-manageriale
- Andy Irvine: tour manager
- Warren Gatland: Commissario tecnico
- Rob Howley: Assistente tecnico (attacco)
- Graham Rowntree: Assistente tecnico (avanti)
- Andy Farrell: Assistente tecnico (difesa)
- Neil Jenkins: Assistente tecnico (calci)

## Risultati

### Itest match
| Arbitro: | Chris Pollock |

|                             |      |                         |
| Folau 12’, 34’              | mt   | 25’ North 43’ Cuthbert  |
| O’Connor 12’                | tr   | 25’, 43’ Halfpenny      |
| O’Connor 51’ Beale 61’, 66’ | c.p. | 23’, 31’, 65’ Halfpenny |

| Arbitro: | Craig Joubert |

|                           |      |                                  |
| Ashley-Cooper 74’         | mt   |                                  |
| Lealiʻifano 74’           | tr   |                                  |
| Lealiʻifano 16’, 23’, 36’ | c.p. | 9’, 27’, 32’, 39’, 62’ Halfpenny |

| Arbitro: | Romain Poite |

|                          |      |                                                |
| O’Connor 40’             | mt   | 1’ Corbisiero 57’ Sexton 64’ North 67’ Roberts |
| Lealiʻifano 40’          | tr   | 2’, 57’, 69’ Halfpenny                         |
| Lealiʻifano 8’, 41’, 45’ | c.p. | 7’, 12’, 15’, 25’, 51’ Halfpenny               |

### Gli altri incontri
| Arbitro: | Steve Walsh |

|               |      |                                                                                         |
| 56’ Fotuali'i | mt   | 27’ O'Connell 32’, 42’ Phillips 58’ Davies 60’, 69’ Cuthbert 75’ Lydiate 80’ A.W. Jones |
|               | tr   | 27’, 32’, 42’ O. Farrell 58’, 75’ Sexton                                                |
| 16’ Daly      | c.p. | 3’, 20’, 39’ O. Farrell                                                                 |

| Arbitro: | Glen Jackson |

|                            |      | |
| 46’ R. Brown 62’ McCaffrey | mt   | 10’ Sexton 33’, 64’ O'Driscoll 40’ Croft 42’ Heaslip 50’ Vunipola 58’ Bowe 65’ O. Farrell 75’ Parling |
| 46’, 62’ Sheehan           | tr   | 11’, 34’, 40’, 43’, 51’, 59’, 64’, 66’, 76’ Halfpenny                                                 |
| 32’ Sheehan                | c.p. | 3’, 36’ Halfpenny                                                                                     |

| Arbitro: | Jérôme Garcès |

|                        |      |                                    |
| 17’ Morahan 62’ Frisby | mt   | 33’ B. Youngs                      |
| 17’ Cooper             | tr   | 34’ O. Farrell                     |
|                        | c.p. | 13’, 22’, 40’, 50’, 76’ O. Farrell |

| Arbitro: | Steve Walsh |

|  |    | |
|  | mt | 7’ Cuthbert 9’ Murray 11’ Hogg 19’, 32’ North 26’ Hibbard 49’ O'Driscoll 55’ Halfpenny 65’ O'Brien 79’ J. Davies |
|  | tr | 8’, 10’, 20’, 27’ Hogg 56’, 66’, 80’ Halfpenny                                                                   |

| Arbitro: | Jaco Peyper |

|                    |      |                                                       |
| 13’, 45’ T. Carter | mt   | 20’ Sexton 39’, 43’ Halfpenny 54’ Croft 71’ J. Davies |
| 13’, 45’ McKibbin  | tr   | 7’, 40’, 44’, 54’ Halfpenny 72’ O. Farrell            |
| 33’ McKibbin       | c.p. | 3’, 18’, 26’, 51’ Halfpenny                           |

| Arbitro: | Jérôme Garcès |

|                    |      |                                      |
| 4’ Kuridrani       | mt   |                                      |
| 39’, 45’, 53’ Mogg | c.p. | 40'+2’, 55’ Hogg 63’, 71’ O. Farrell |

| Arbitro: | Glen Jackson |

|  |    |                                                                |
|  | mt | 15’ Murray 27’ Maitland 49’ O’ Brien 62’ tecnica 72’ B. Youngs |
|  | tr | 16’, 27’, 50’ O. Farrell 63’, 73’ Hogg                         |

## Statistiche
Le statistiche sia di squadra che dei singoli giocatori provengono dall'archivio ufficiale della selezione.

### Utilizzo dei giocatori
| Giocatore | Test match | Test match | Test match | Test match | Test match | Test match | Totali | Totali | Totali | Totali | Totali | Totali | Panca delle penalità | Espulsioni |
| Giocatore | G          | Mt         | Tr         | CP         | DG         | Pt         | G      | Mt     | Tr     | CP     | DG     | Pt     | Panca delle penalità | Espulsioni |
| --- | ---------- | ---------- | ---------- | ---------- | ---------- | ---------- | ------ | ------ | ------ | ------ | ------ | ------ | -------------------- | ---------- |
| Dan Cole | 3          | 0          | 0          | 0          | 0          | 0          | 9      | 0      | 0      | 0      | 0      | 0      | 0                    | 0          |
| Jonathan Davies | 3          | 0          | 0          | 0          | 0          | 0          | 7      | 3      | 0      | 0      | 0      | 15     | 0                    | 0          |
| Leigh Halfpenny | 3          | 0          | 5          | 13         | 0          | 49         | 6      | 3      | 21     | 19     | 0      | 114    | 0                    | 0          |
| Richard Hibbard | 3          | 0          | 0          | 0          | 0          | 0          | 9      | 1      | 0      | 0      | 0      | 5      | 0                    | 0          |
| Adam Jones | 3          | 0          | 0          | 0          | 0          | 0          | 6      | 0      | 0      | 0      | 0      | 0      | 0                    | 0          |
| Alun Jones | 3          | 0          | 0          | 0          | 0          | 0          | 7      | 1      | 0      | 0      | 0      | 5      | 1                    | 0          |
| Dan Lydiate | 3          | 0          | 0          | 0          | 0          | 0          | 8      | 1      | 0      | 0      | 0      | 5      | 0                    | 0          |
| George North | 3          | 2          | 0          | 0          | 0          | 10         | 7      | 4      | 0      | 0      | 0      | 20     | 0                    | 0          |
| Geoff Parling | 3          | 0          | 0          | 0          | 0          | 0          | 7      | 1      | 0      | 0      | 0      | 5      | 0                    | 0          |
| Jonathan Sexton | 3          | 1          | 0          | 0          | 0          | 5          | 7      | 3      | 2      | 0      | 0      | 19     | 0                    | 0          |
| Mako Vunipola | 3          | 0          | 0          | 0          | 0          | 0          | 7      | 1      | 0      | 0      | 0      | 5      | 0                    | 0          |
| Tom Youngs | 3          | 0          | 0          | 0          | 0          | 0          | 7      | 0      | 0      | 0      | 0      | 0      | 0                    | 0          |
| Tommy Bowe | 2          | 0          | 0          | 0          | 0          | 0          | 4      | 1      | 0      | 0      | 0      | 5      | 0                    | 0          |
| Alex Corbisiero | 2          | 1          | 0          | 0          | 0          | 5          | 5      | 1      | 0      | 0      | 0      | 5      | 0                    | 0          |
| Tom Croft | 2          | 0          | 0          | 0          | 0          | 0          | 5      | 2      | 0      | 0      | 0      | 10     | 0                    | 0          |
| Jamie Heaslip | 2          | 0          | 0          | 0          | 0          | 0          | 6      | 1      | 0      | 0      | 0      | 5      | 0                    | 0          |
| Conor Murray | 2          | 0          | 0          | 0          | 0          | 0          | 7      | 2      | 0      | 0      | 0      | 10     | 0                    | 0          |
| Seán O'Brien | 2          | 0          | 0          | 0          | 0          | 0          | 6      | 2      | 0      | 0      | 0      | 10     | 0                    | 0          |
| Brian O'Driscoll | 2          | 0          | 0          | 0          | 0          | 0          | 4      | 3      | 0      | 0      | 0      | 15     | 0                    | 0          |
| Mike Phillips | 2          | 0          | 0          | 0          | 0          | 0          | 5      | 2      | 0      | 0      | 0      | 10     | 0                    | 0          |
| Sam Warburton | 2          | 0          | 0          | 0          | 0          | 0          | 4      | 0      | 0      | 0      | 0      | 0      | 0                    | 0          |
| Ben Youngs | 2          | 0          | 0          | 0          | 0          | 0          | 7      | 2      | 0      | 0      | 0      | 10     | 0                    | 0          |
| Alex Cuthbert | 1          | 1          | 0          | 0          | 0          | 5          | 4      | 4      | 0      | 0      | 0      | 20     | 0                    | 0          |
| Toby Faletau | 1          | 0          | 0          | 0          | 0          | 0          | 7      | 0      | 0      | 0      | 0      | 0      | 0                    | 0          |
| Owen Farrell | 1          | 0          | 0          | 0          | 0          | 0          | 7      | 1      | 8      | 10     | 0      | 51     | 0                    | 0          |
| Richie Gray | 1          | 0          | 0          | 0          | 0          | 0          | 6      | 0      | 0      | 0      | 0      | 0      | 0                    | 0          |
| Paul O'Connell | 1          | 0          | 0          | 0          | 0          | 0          | 4      | 1      | 0      | 0      | 0      | 5      | 0                    | 0          |
| Jamie Roberts | 1          | 1          | 0          | 0          | 0          | 5          | 4      | 1      | 0      | 0      | 0      | 5      | 0                    | 0          |
| Justin Tipuric | 1          | 0          | 0          | 0          | 0          | 0          | 6      | 0      | 0      | 0      | 0      | 0      | 0                    | 0          |
| Manu Tuilagi | 1          | 0          | 0          | 0          | 0          | 0          | 4      | 0      | 0      | 0      | 0      | 0      | 0                    | 0          |
| Brad Barritt | 0          | 0          | 0          | 0          | 0          | 0          | 2      | 0      | 0      | 0      | 0      | 0      | 0                    | 0          |
| Rory Best | 0          | 0          | 0          | 0          | 0          | 0          | 4      | 0      | 0      | 0      | 0      | 0      | 0                    | 0          |
| Tom Court | 0          | 0          | 0          | 0          | 0          | 0          | 1      | 0      | 0      | 0      | 0      | 0      | 0                    | 0          |
| Ian Evans | 0          | 0          | 0          | 0          | 0          | 0          | 4      | 0      | 0      | 0      | 0      | 0      | 0                    | 0          |
| Ryan Grant | 0          | 0          | 0          | 0          | 0          | 0          | 3      | 0      | 0      | 0      | 0      | 0      | 0                    | 0          |
| Cian Healy | 0          | 0          | 0          | 0          | 0          | 0          | 2      | 0      | 0      | 0      | 0      | 0      | 0                    | 0          |
| Stuart Hogg | 0          | 0          | 0          | 0          | 0          | 0          | 5      | 1      | 6      | 2      | 0      | 23     | 0                    | 0          |
| Gethin Jenkins | 0          | 0          | 0          | 0          | 0          | 0          | 0      | 0      | 0      | 0      | 0      | 0      | 0                    | 0          |
| Rob Kearney | 0          | 0          | 0          | 0          | 0          | 0          | 3      | 0      | 0      | 0      | 0      | 0      | 0                    | 0          |
| Sean Maitland | 0          | 0          | 0          | 0          | 0          | 0          | 5      | 1      | 0      | 0      | 0      | 5      | 0                    | 0          |
| Matt Stevens | 0          | 0          | 0          | 0          | 0          | 0          | 6      | 0      | 0      | 0      | 0      | 0      | 0                    | 0          |
| Billy Twelvetrees | 0          | 0          | 0          | 0          | 0          | 0          | 2      | 0      | 0      | 0      | 0      | 0      | 0                    | 0          |
| Christian Wade | 0          | 0          | 0          | 0          | 0          | 0          | 1      | 0      | 0      | 0      | 0      | 0      | 0                    | 0          |
| Shane Williams | 0          | 0          | 0          | 0          | 0          | 0          | 1      | 0      | 0      | 0      | 0      | 0      | 0                    | 0          |
| Simon Zebo | 0          | 0          | 0          | 0          | 0          | 0          | 3      | 0      | 0      | 0      | 0      | 0      | 0                    | 0          |
| N.B. I giocatori in grassetto sono stati utilizzati nei test match. A parità di numero di questi ultimi essi sono ordinati per cognome. |            |            |            |            |            |            |        |        |        |        |        |        |                      |            |

### Punteggi e presenze
Dei 79 punti realizzati nei test match dai Lions, 49 provengono da Leigh Halfpenny (5 trasformazioni e 13 calci piazzati), miglior realizzatore di punti della serie; 10 provengono da George North, miglior marcatore di mete (2); i rimanenti 20 punti provengono da Alex Corbisiero, Alex Cuthbert, Jamie Roberts e Jonathan Sexton, autori ciascuno di una meta. Oltre a essere il miglior realizzatore di punti nei test match, Halfpenny è anche il migliore marcatore del tour, avendo realizzato in totale 114 punti in 6 incontri (3 mete, 21 trasformazioni e 19 calci piazzati). Inoltre, con i suoi 49 punti marcati, Halfpenny è divenuto al 2013 il quarto miglior marcatore dei Lions dopo l'inglese Jonny Wilkinson (67), lo scozzese Gavin Hastings (66) e il gallese Stephen Jones (53).
In assoluto, i giocatori più presenti in campo sono Dan Cole e Richard Hibbard, schierati in tutti i tre test match e in 6 dei 7 incontri infrasettimanali; il meno presente è Gethin Jenkins, mai sceso in campo e infortunatosi dopo il primo incontro. Matt Stevens è il giocatore con più presenze nel tour a non essere mai sceso in campo durante un test match: egli vanta infatti 6 incontri, ma tutti infrasettimanali; Toby Faletau e Owen Farrell sono, infine, i giocatori meno schierati nei test match a essere scesi in campo il maggior numero di volte complessive: a fronte, infatti, dell'unico test disputato, vantano infatti la presenza in altri 6 incontri infrasettimanali.